# Thierry Baudet
Thierry Baudet (28 de janeiro de 1983) é um escritor e político neerlandês, fundador e presidente do partido Fórum pela Democracia, que na eleição legislativa de março de 2017 se tornou o segundo maior partido no Parlamento dos Países Baixos e em 2019 o primeiro no Senado.
Licenciado em História e doutorado em Direito, Baudet é filho de um professor francês de música e a mãe indonésia.
Sendo um conservador de direita e euro céptico, é contra a imigração e a ostentação da proliferação da religião islâmica no país, apoiante do pensamento que relaciona IQ e raça.
Além por ser muito visto nas redes sociais, que o intitularam ̝com o cognome de dandy pela sua boa aparência física e despreocupada forma de estar na vida, fala bem latim e reconhecido por ser amante da arte, é também conhecido por ser um cético das mudanças climáticas e da Pandemia de COVID-19, sendo contra a sua vacina para si e chegando a comparar restrições sanitárias contra esse vírus com o Holocausto, que terá levado a uma condenação do tribunal holandês por isso.